# Quitinete

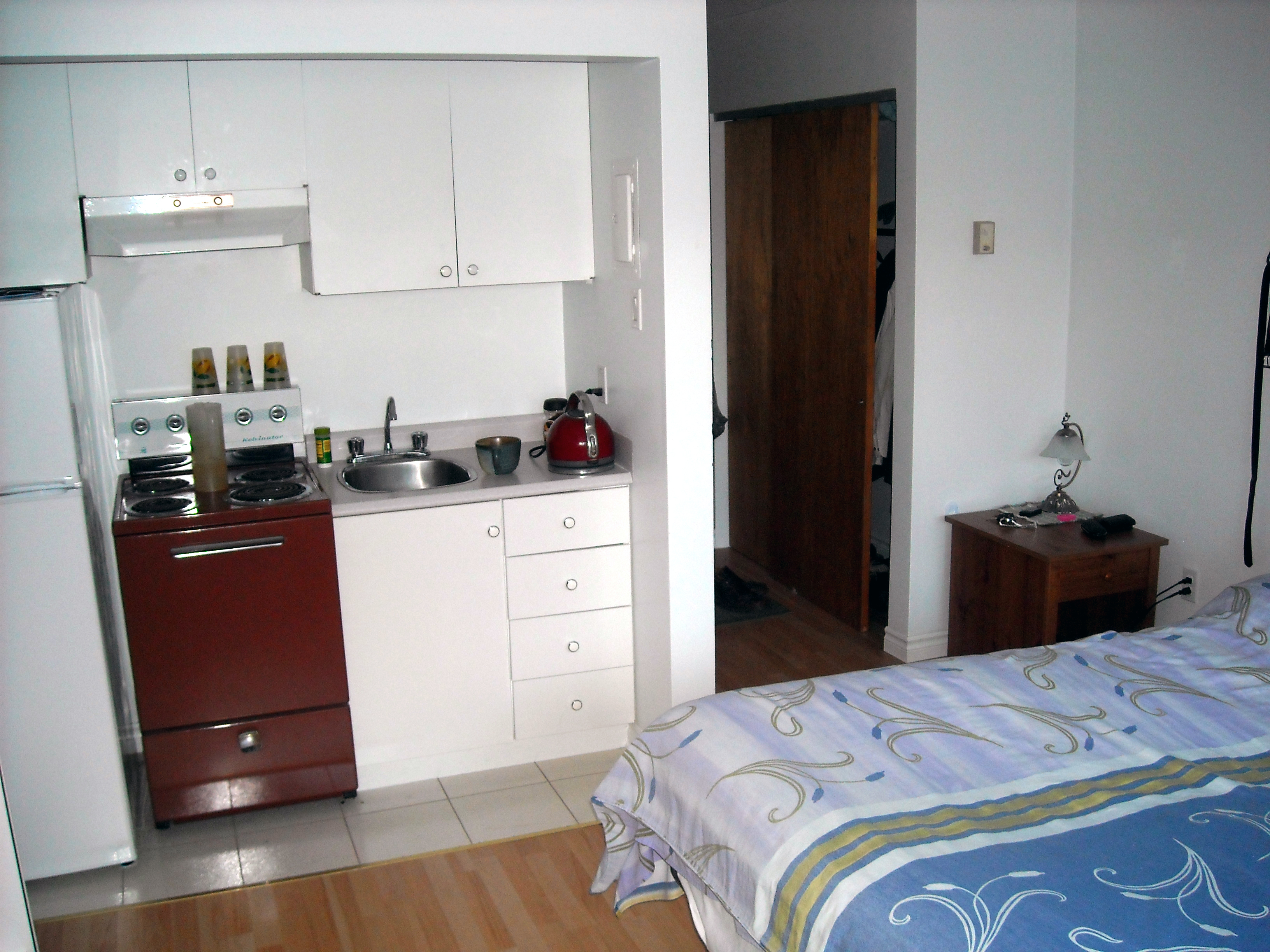
Quitinete no Canadá.

Quitinete (do inglês kitchenette, "pequena cozinha") é um apartamento de pequenas proporções, formado geralmente por apenas três cômodos: uma sala-quarto, uma cozinha-área de serviço e um banheiro. Não deve ser confundido com um JK, tipo de apartamento que contém apenas dois cômodosː um quarto-sala-cozinha-área de serviço e um banheiro. É, também, comum, encontrar grafias alternativas, tais como kitnet, kitnete, kitinete etc. Também pode ser chamado de estúdio. Definição no dicionário Michaelis: s.f. pequena copa-cozinha, geralmente em apartamento.

## Vantagens

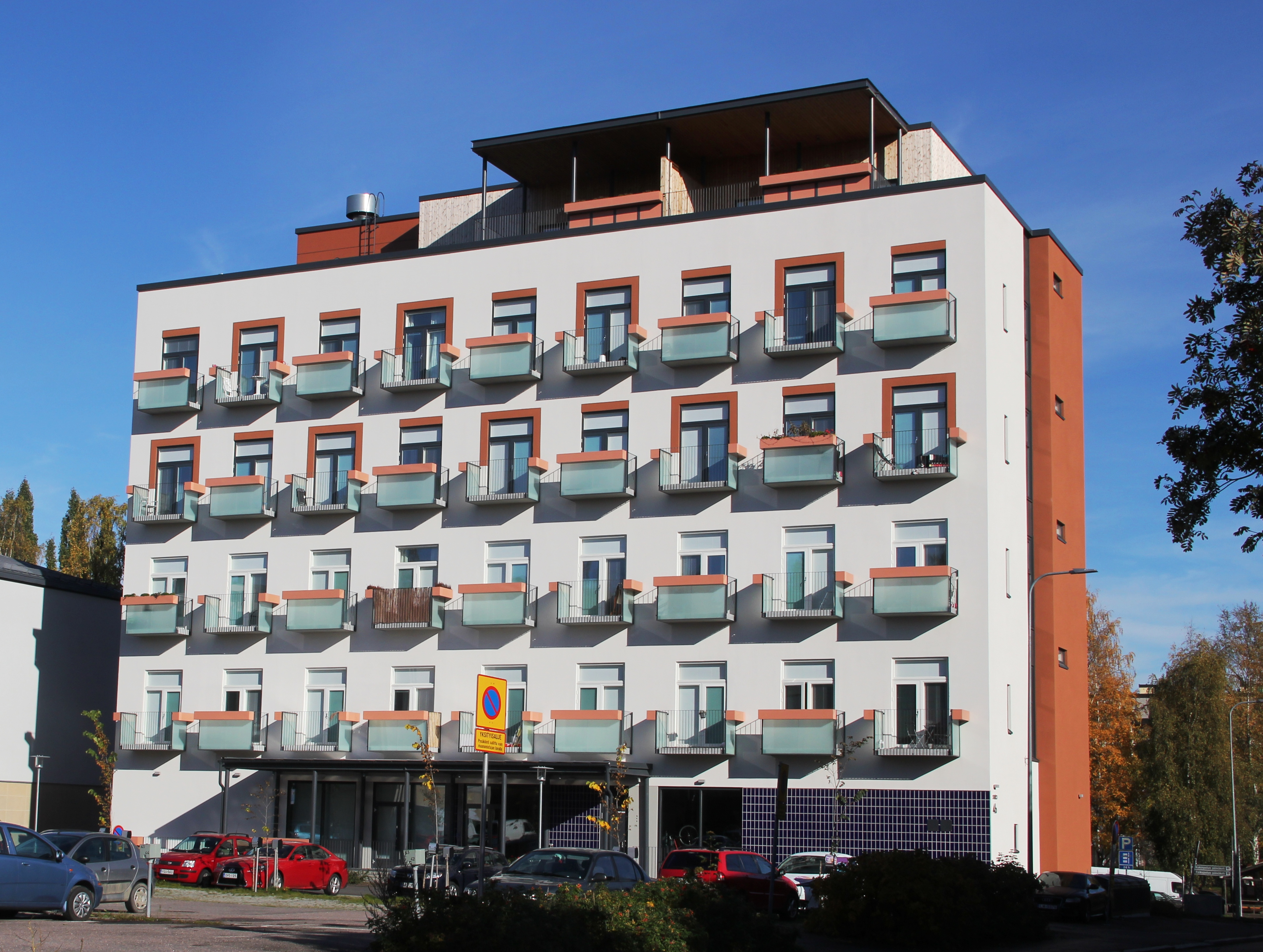
Bloco de quitinetes na Finlândia.

Normalmente, as pessoas que escolhem morar em uma quitinete levam em conta seu baixo preço e o pouco tempo que ficam na casa, além do pouco trabalho que se gasta com sua limpeza doméstica. É de se esperar que existam mais quitinetes nos centros de grandes metrópoles, como Nova Iorque, Tóquio, Londres e São Paulo, pelo fato de os apartamentos serem, geralmente, mais caros nessas localidades.

## Desvantagens
Embora as quitinetes ofereçam muitos benefícios, elas também apresentam algumas desvantagens, principalmente relacionadas ao tamanho e à infraestrutura.
- Espaço limitado: A principal desvantagem das quitinetes é o tamanho reduzido, o que pode resultar em um espaço apertado para quem deseja mais conforto ou privacidade. Este fator pode ser um desafio para pessoas que possuem mais objetos pessoais ou que planejam dividir o ambiente com mais pessoas.
- Falta de infraestrutura: Muitas quitinetes são construídas com uma infraestrutura mais simples, o que pode significar a ausência de áreas comuns ou comodidades adicionais. Em alguns casos, a falta de serviços como lavanderia ou áreas de lazer pode afetar a qualidade de vida de quem opta por esse tipo de moradia.
- Dificuldades de adaptação: A vida em um espaço pequeno pode ser difícil de se acostumar, especialmente para pessoas acostumadas a ambientes mais amplos.

## Perfil de Morador
As quitinetes são especialmente populares entre determinados grupos de moradores, que buscam a praticidade e o custo mais acessível das unidades. Entre os perfis típicos de moradores de kitnet, podemos citar:
- Estudantes: Muitos estudantes que se mudam para grandes centros urbanos em busca de educação optam pelas quitinetes como uma alternativa econômica e prática para se hospedar perto das universidades ou escolas.
- Profissionais solteiros: Jovens profissionais, que estão iniciando a carreira ou buscando moradia temporária, frequentemente escolhem quitinetes pela simplicidade e pela proximidade com o local de trabalho.
- Pessoas que estão começando a viver sozinhas: As quitinetes também são uma opção popular para quem está iniciando a vida independente, seja por motivos profissionais, pessoais ou familiares.

## Quitinetes como Investimento Imobiliário
Além de serem uma opção de moradia, as quitinetes também se destacam como uma boa opção de investimento imobiliário, especialmente em áreas com alta demanda por aluguel. Aqui estão alguns dos motivos pelos quais as quitinetes podem ser vantajosas para investidores:
- Rentabilidade: Devido ao seu custo mais baixo e à alta demanda por moradias compactas, as quitinetes podem gerar uma boa rentabilidade para investidores. O retorno sobre o investimento (ROI) tende a ser mais rápido em comparação com imóveis maiores.
- Mercado de aluguel: As quitinetes são uma excelente opção para quem deseja atuar no mercado de aluguel, já que sua oferta é sempre procurada por pessoas em busca de moradia temporária ou de baixo custo. Em áreas urbanas com grande fluxo de pessoas, como capitais e grandes cidades, o aluguel de quitinetes tende a ser uma forma garantida de garantir uma fonte constante de receita.